# Alex Knight (Schauspieler)
Alex Patrick Knight ist ein US-amerikanischer Schauspieler und Komiker.

## Leben
Knight schloss ein Studium an der University of New Mexico mit einem Bachelor of Fine Arts in Theaterschauspiel ab. Er arbeitete mehrere Jahre in verschiedenen Improvisationstheatern in  Los Angeles. Ab 2002 wirkte er zusätzlich in verschiedenen Film- oder Serienproduktionen mit. Von 2011 bis 2016 spielte er in 22 Episoden der Fernsehserie Enter the Dojo mit. 2013 mimte er im Katastrophenfilm Hypercane die Rolle des Sergeant Gentile. 2015 spielte er die Rolle des Cooper im Film Die Todeskandidaten 2. Außerdem hatte er unter anderen im selben Jahr eine Nebenrolle im Blockbuster Maze Runner – Die Auserwählten in der Brandwüste inne. 2016 stellte er in insgesamt vier Episoden der Fernsehserie Preacher die Rolle des Clive dar. 2021 spielte er die Rolle des Carl Neeham im Actionfilm The Marksman – Der Scharfschütze an der Seite von Liam Neeson.

## Filmografie (Auswahl)
- 2002: Always and Everyone (Fernsehserie, Episode 4x03)
- 2005: Mall Cop
- 2007: Hamlet (Kurzfilm)
- 2008: Swing Vote – Die beste Wahl (Swing Vote)
- 2008: Food for Thought (Kurzfilm)
- 2009: Flicker
- 2009: Easy Money (Fernsehserie, Episode 1x07)
- 2009: Foam (Kurzfilm)
- 2010: Friendship!
- 2010: Scoundrels (Fernsehserie, 4 Episoden)
- 2010: Hibiscus (Kurzfilm)
- 2010: Validation (Kurzfilm)
- 2010: Date Doctor TV (Fernsehserie, 2 Episoden)
- 2011: 10 Jahre – Zauber eines Wiedersehens (10 Years)
- 2011–2016: Enter the Dojo (Fernsehserie, 22 Episoden)
- 2012: In Plain Sight – In der Schusslinie (In Plain Sight, Fernsehserie, Episode 5x07)
- 2012: Breaking Bad (Fernsehserie, Episode 5x03)
- 2013: Hypercane (500 MPH Storm)
- 2013: Lone Ranger
- 2013: There’s Probably Treasure (Kurzfilm)
- 2013: Overlook, NM (Fernsehserie, 4 Episoden)
- 2014: The Guest
- 2014: Frank
- 2014: After the Fall
- 2014: Dispose of Us (Kurzfilm)
- 2014: Frontera
- 2014: The Night Shift (Fernsehserie, Episode 1x01)
- 2014: Outlaw Prophet: Warren Jeffs (Fernsehfilm)
- 2014: Manhattan (Fernsehserie, Episode 1x11)
- 2015: Low/Fi (Kurzfilm)
- 2015: The Messengers (Fernsehserie, Episode 1x03)
- 2015: Sicario
- 2015: Maze Runner – Die Auserwählten in der Brandwüste (Maze Runner: The Scorch Trials)
- 2015: Solitary (Kurzfilm)
- 2015: Die Todeskandidaten 2 (The Condemned 2)
- 2015: Die lächerlichen Sechs (The Ridiculous 6)
- 2016: Transpecos – Zwischen Gut und Böse herrscht ein schmaler Grat (Transpecos)
- 2016: Preacher (Fernsehserie, 4 Episoden)
- 2016: Slow Wallet (Kurzfilm)
- 2017: New York Prison Break: The Seduction of Joyce Mitchell (Fernsehfilm)
- 2017: Acrid (Kurzfilm)
- 2017: Last Week Tonight with John Oliver (Fernsehserie, Episode 4x20)
- 2018: Falling (Kurzfilm)
- 2018: Thank You, 5 (Fernsehserie, 3 Episoden)
- 2018: Broken Sidewalk (Fernsehserie, Episode 1x01)
- 2018: Death Planet Rescue (Kurzfilm)
- 2018: Legion (Fernsehserie, Episode 2x09)
- 2018: Vice – Der zweite Mann (Vice)
- 2018: Willa (Fernsehfilm)
- 2018–2020: Narcos: Mexico (Fernsehserie, 6 Episoden)
- 2020: The Punishment (Kurzfilm)
- 2020: Joust (Kurzfilm)
- 2020: Home Movies (Kurzfilm)
- 2021: The Marksman – Der Scharfschütze (The Marksman)
- 2021–2023: Big Sky (Fernsehserie)
- 2022: Last Week Tonight with John Oliver (Fernsehserie, Episode 9x06)
- 2022: Cowboy Drifter
- 2023: Chupa
- 2023: LaRoy